# 蝦皮購物
蝦皮購物（英語：Shopee）是一個線上電子商務平台，其公司總部設在新加坡。蝦皮購物於2015年首次在新加坡推出，同時也經營實體店與物流業務。蝦皮購物的前稱為「蝦皮拍賣」。
在馬來西亞，蝦皮於2017年第四季度成為瀏覽量排名第三的電子商務平台；在印度尼西亞，TheAsianParent 在2017年12月進行的一項調查顯示：「對於印度尼西亞的婦女來說，Shopee 是最受欢迎的購物平台（73％），其次是 Tokopedia（54％），Lazada（51％） 和 Instagram（50％）。」。
2018年，Shopee與YG娛樂合作，邀請BLACKPINK擔任有史以來第一個區域品牌大使；同年10月， GOT7的BamBam也被任命為泰國品牌大使。在2019年， Shopee邀請全球足球偶像Cristiano Ronaldo成為地區品牌大使。

## 沿革
2015年，冬海集團以淘寶為藍本成立蝦皮購物，在新加坡推出了一个以社交为先、移动为中心的市场，用户可以随时随地浏览、购物以及销售。透過平台与物流、支付金流的支持相结合，旨在使卖家和买家都能安全地进行网上购物。之后这款基於手機应用程序研發的購物平台推出网站，跟上如Lazada、Tokopedia和AliExpress等电子商务网站，與其他購物網站不同，Shopee通过自己的保障服务“Shopee Guarantee”，提供在线购物保障。在此之前，它向卖家支付款项，直到买家收到订单为止。2015年10月28日，「蝦皮拍賣」正式在台灣上線進軍C2C電商市場，主打30秒「隨拍即賣」。2016年，蝦皮在中国开展跨境业务，总部设于深圳。2017年4月17日，「蝦皮拍賣」開始收取成交手續費0.5%、信用卡交易手續費1.5%。
2017年7月3日，蝦皮拍賣推出「蝦皮商城」服務，搶攻B2B2C商機。2017年8月24日，蝦皮拍賣正式升級為蝦皮購物。2017年9月，Shopee设立跨境业务上海办公室。2017年10月， 蝦皮母公司Sea集团于纽交所上市。
2018年3月14日，蝦皮購物推出「蝦皮24h」購物中心，加入B2C市場，提供24小時快速到貨。2018年10月，Shopee华东区新办公室开业。
2019年3月19日，宣布正式推出「Shopee LIVE」直播，經營原生影音直播內容。2019年8月27日，蝦皮購物與國泰世華銀行聯合推出聯名卡。

## 蝦皮店到店（台灣）

### 概要
蝦皮購物在臺灣於2020年11月23日年推出設立店到店推出實體店面服務，在初期主打0元免運費，搶攻網路市場，結合蝦皮物流、蝦皮宅配，郵寄，黑貓宅急便，多型態運送。初期據點集中於雙北地區，至2021年底全台累積至251間。2022年11月23日初，增加400間；6月底，計有650間門市。同時和OK超商（共有830間門市）合作，兩者間可互寄。
2020年11月23，蝦皮增加和美廉社的合作，提供取貨寄件服務。另外蝦皮也成立自己的物流運送服務，以期節省相關外包抽成 。 至2022年11月23日底，美廉社共有90間門市提供寄取貨，運費及服務時間同蝦皮店到店。三商家購表示蝦皮業務能提升客流量，並且朝向無人化發展。蝦皮的貨櫃模組，單據機等設備約占用2、3坪的大小。預計將有300間數位化蝦皮門市。
2022年4月，亞太電信與其合作，雙北及桃園部分提供寄取服務。
2024年下半年門市數量已超過1600家、全時營業的智取門市總量近1000家。
- 物流

蝦皮店到店運送貨品速度較超商慢，主因於運送需經過理貨中心和物流中心。而超商係直接送至物流中心後進行理貨動作。
- 展店

從網路至蝦皮店到店，其發展速度極快，一直備受消費者和網友討論。另外搭配運費補助，對便利超商或有影響。
- 客群

2022年11月23日，分析縣市消費排名，第一，第二，第三名分別為新北市、台中市、台北市及桃園市。蝦皮購物在臺灣於2020年11月23日年推出設立店到店推出實體店面服務，在初期主打0元免運費，搶攻網路市場，結合蝦皮物流、蝦皮宅配，郵寄，黑貓宅急便，多型態運送。初期據點集中於雙北地區，至2021年底全台累積至251間。2022年11月23日初，增加400間；6月底，計有650間門市。同時和OK超商（共有830間門市）合作，兩者間可互寄。

### 相關爭議
2018年5月24日蝦皮推出「Bye now, buy now分手篇」廣告，內容為女友和男友分手的情節、男友捧著PChome的紙箱被趕出家門，意圖暗示送貨慢、服務不佳，遭PChome提告違反《公平交易法》，台北地檢署曾一度不起訴，但高檢署將全案發回續查，北檢2度偵查後，認定廣告已貶抑PChome商業信譽，依違反《公平交易法》商業誹謗、《刑法》誹謗罪嫌起訴樂購蝦皮公司及製作廣告等相關負責人員。
2020年5月6日蝦皮購物在臉書粉絲團刊登道歉聲明，指該廣告，內容使用「PChome24h購物」紙箱並引起毀損網家公司名譽爭議，深感抱歉，強調已將廣告影片下架並不再刊登。
2021年3月18日，蝦皮電子票券出現肯德基蛋塔6入35元／萊爾富衛生紙30元兩項商品，引發註冊會員大量搶購。部份會員於交易後收到電子票券並完成兌換，多數會員則未收到任何票券。造成多數消費者不滿，有消費者投訴至消保會，並成立相關討論群組。
2021年8月13日，金管會宣布自8月14日起廢止台灣蝦皮購物做專營電子支付的業務許可，並有可能將支付業務轉到「樂購蝦皮」。

## 外部連結
- 官方网站（繁體中文）
- 官方网站（简体中文）
- 蝦皮購物的Facebook專頁